# Las Moras, Jalisco
Las Moras är en ort i Mexiko.   Den ligger i kommunen Zacoalco de Torres och delstaten Jalisco, i den centrala delen av landet, 500 km väster om huvudstaden Mexico City. Las Moras ligger 1 638 meter över havet och antalet invånare är 138.
Terrängen runt Las Moras är huvudsakligen kuperad, men söderut är den bergig. Runt Las Moras är det ganska tätbefolkat, med 90 invånare per kvadratkilometer. Närmaste större samhälle är Zacoalco de Torres, 8,2 km norr om Las Moras. I omgivningarna runt Las Moras växer huvudsakligen savannskog.